# Rose Tower

Blick von unten auf den Turm

Der Rose Rayhaan by Rotana (auch bekannt als Rose Tower) ist mit einer Höhe von 333 Metern das derzeit (2022) fünfthöchste reine Hotelgebäude der Welt und befindet sich in Dubai, Vereinigte Arabische Emirate. Er wird u. a. vom JW Marriott Marquis Hotel Dubai, ebenfalls in Dubai, mit seinen 355 Metern um 22 Meter überboten. Der Turm steht direkt an der Sheikh Zayed Road und hat inklusive Spitze eine Höhe von 333 Metern, womit er den Burj al Arab, das bis dahin höchste Hotelgebäude, um wenige Meter übertraf. Der im April 2009 fertiggestellte Bau wurde am 6. Januar 2010 offiziell eröffnet und beherbergt das namensgebende Hotel Rose Rayhaan by Rotana. Das Gebäude verfügt über 72 Stockwerke und 482 Hotelzimmer. Die Projektkosten beliefen sich auf rund 180 Millionen US-Dollar.